# № 20
№ 20 (рос. № 20) — селище у складі Оренбурзького району Оренбурзької області, Росія.

## Населення
Населення — 206 осіб (2010; 184 у 2002).
Національний склад (станом на 2002 рік):
- росіяни — 54 %